# Боб Гелдоф
Роберт Фредерик Зенон Гелдоф (енгл. Robert Frederick Zenon Geldof; Ирска, 5. октобра 1951) ирски је музичар.

## Биографија
Родитељи су му били ирског и белгијског порекла. Ишао је на Blackork College, у близини Даблина.
Пре оснивања бенда "The Boomtown Rats", радио је као музички новинар у седмичним новинама Georgia Straight у Ванкуверу. Вративши се у Ирску постао је певач у бенду Boomtown Rats 1978. Њихов први сингл био је "Rat Trap" а други, далеко познатији, "Tell me why I don't like Mondays". The Boomtown Rats су били познати као punk/new wave група у Уједињеном Краљевству од оснивања 1977. до распада 1986.
Боб Гелдоф је најпознатији по организовању концерта Live Aid за опраштање дугова афричким државама. Видевши документарни филм о сиромаштву у Етиопији, отпутовао је у Африку. Одмах по повратку у Енглеску скупио је највеће енглеске поп звезде под именом Band Aid и снимио најпродаванији британски сингл свих времена - "Do they know it's Christmas".
Дана 13. јуна 1985. поново је организовао хуманитарни концерт Live Aid. Концерти у Лондону и Филаделфији, одржани су у исто време. Боб Гелдоф је награђен титулом "Sir" од енглеске краљице Елизабете. Биографија Боба Гелдофа једно време је била најпродаванија књига у Енглеској.
После распада бенда Boomtown Rats, Боб Гелдоф је започео соло каријеру. Његов први албум "Deep in heart of nowhere" био је ближи више традиционалном року него звук Boomtown Rats-а. Гост на албуму био је Ерик Клептон.
У лето 2005. Боб Гелдоф је организовао концерт "Live8" који је одржаван у 8 градова истовремено. На концерту су наступили и извођачи са Live Aid-a али и неке нове звезде. Тај догађај је пратило три милијарде људи преко TV-a.
После смрти Мајкла Хаченса, Боб Гелдоф и његова супруга Паула Јејтс усвојили су Хаченсову кћерку из везе са Паулом Јејтс.